# Ynez Seabury
Ynez Seabury est une actrice américaine née le 26 juin 1907 dans l'Oregon (États-Unis), et morte le 11 avril 1973 à Sherman Oaks (États-Unis).

## Filmographie
- 1911 : The Miser's Heart (en) : Little Kathy
- 1912 : For His Son de D. W. Griffith : At Soda Fountain
- 1912 : La ruse de Billy (Billy's Stratagem)
- 1912 : The Sunbeam (en) de D. W. Griffith : Sunbeam
- 1923 : Slander the Woman : Indian Girl
- 1923 : Thundergate : Mey Wang
- 1923 : Cameo Kirby
- 1924 : Borrowed Husbands
- 1924 : When a Girl Loves : Fania
- 1925 : Jack le centaure (en) d'Herbert Blaché : Nennah
- 1925 : Ship of Souls : Annette Garth
- 1927 : Red Clay : Minnie Bear Paw
- 1929 : Dynamite : Neighbor (Mrs. Johnson's Daughter)
- 1930 : Madame Satan (Madam Satan) : Babo
- 1930 : All for a Lady
- 1931 : The Royal Bluff
- 1931 : Peeking in Peking
- 1932 : The Drifter de William A. O'Connor : Yvonne
- 1932 : False Impressions : Girl
- 1932 : Le Signe de la croix (The Sign of the Cross) : Little Girl
- 1934 : C'est pour toujours (Now and Forever) : Girl
- 1934 : Cléopâtre
- 1936 : Le Rayon invisible (The Invisible Ray) : Celeste, a maid
- 1938 : La Belle Cabaretière (The Girl of the Golden West) : Wowkle
- 1939 : Pacific Express (Union Pacific) : Shrimp
- 1940 : Les Tuniques écarlates (North West Mounted Police) : Mrs. Shorty
- 1942 : Les Naufrageurs des mers du Sud (Reap the Wild Wind) de Cecil B. DeMille : Woman in Ballroom
- 1949 : Samson et Dalila (Samson and Delilah)